# 摩納哥奧林匹克委員會
摩納哥奧林匹克委員會（The Olympic Committee of Monaco）是摩納哥的國家奧林匹克委員會。該組織成立於1907年，是國際奧林匹克委員會和歐洲奧林匹克委員會的成員。1920年，首次派員參加在比利時安特衛普舉行的夏季奧運會。
現時，摩納哥奧林匹克委員會的主席是摩納哥親王阿爾貝二世。

## 資料來源
1. ↑  .   [2014-06-17]. （原始内容存档于2008-10-26）.